# Fuldera
Fuldera est une ancienne commune suisse du canton des Grisons, située dans la région d'Engiadina Bassa/Val Müstair. Elle a fusionné le 1er janvier 2009 avec Lü, Müstair, Santa Maria Val Müstair, Tschierv et Valchava pour former la commune de Val Müstair. Son ancien numéro OFS est le 3841.